# Brisbane International 2024
Brisbane International 2024 — тенісний турнір, що проходив на кортах з твердим покриттям у місті Брисбен, Австралія з 1 до 7 січня. Належав до категорій ATP 250 та WTA 500.

## Фінальна частина

### Чоловіки, одиночний розряд
Григор Димитров —  Гольгер Руне 7–6(7–5), 6–4

### Жінки, одиночний розряд
Олена Рибакіна —   Аріна Соболенко 6–0, 6–3

### Чоловіки, парний розряд
Ллойд Гласспул /  Жан-Жульєн Роєр —  Кевін Кравіц /  Тім Пюц 7–6(7–3), 5–7, [12–10]

### Жінки, парний розряд
Людмила Кіченок /  Олена Остапенко —  Грет Міннен /  Гезер Вотсон 7–5, 6–2